# ウィンストン・ボハルデ

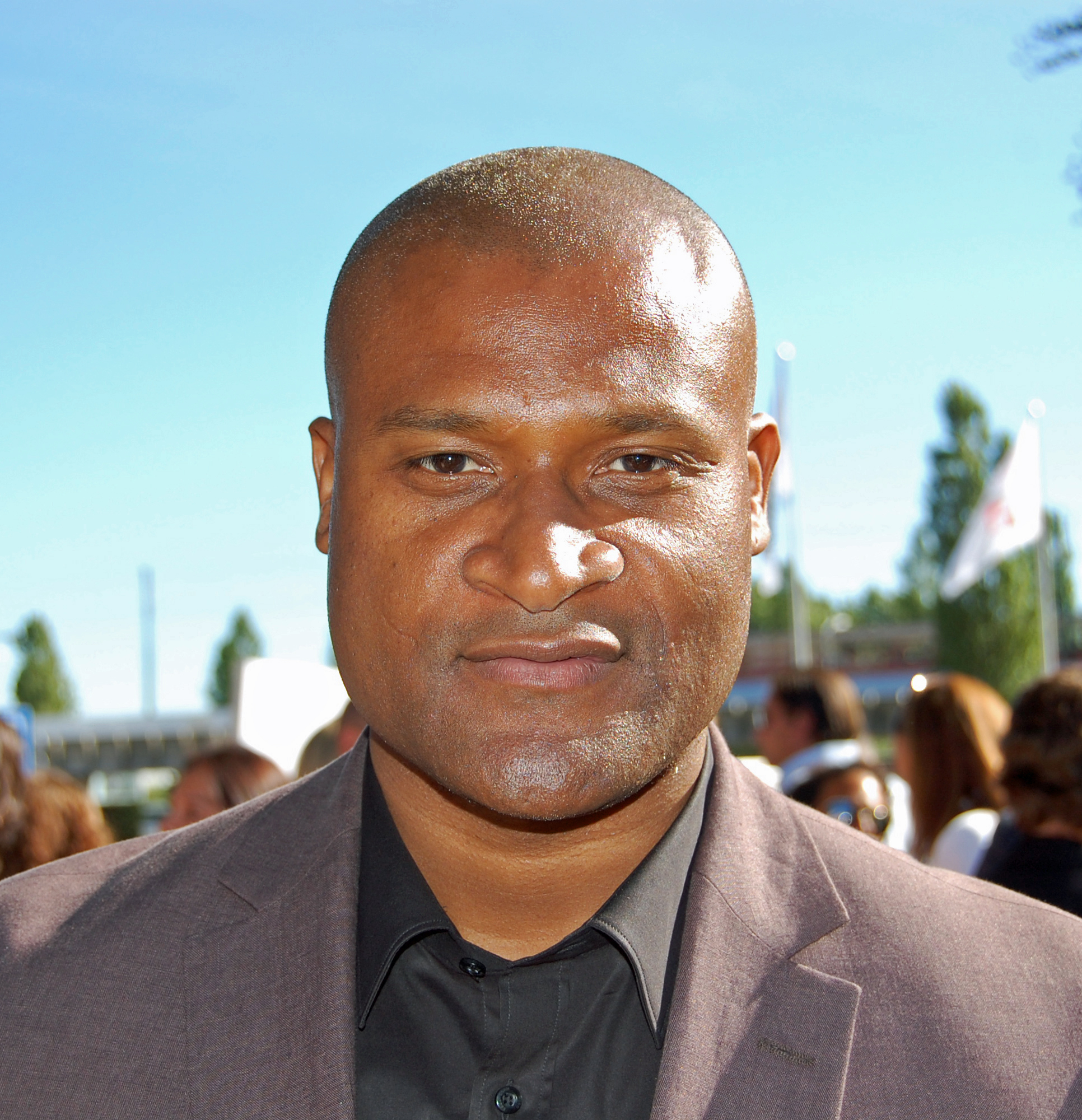
ウィンストン・ボハルデ

ウィンストン・ボハルデ（Winston Lloyd Bogarde, 1970年10月22日 - ）は、オランダ・ロッテルダム出身の元サッカー選手。ポジションはDF。4年契約でチェルシーFCに移籍したもののその間わずかな試合にしか出場せずリザーブ・ユースチームでトレーニングを続けながら契約通りの高額な報酬を受け取っていたことで物議をかもした。

## 経歴
ロッテルダム郊外のクラブSVVでプロデビューし、1991年にスパルタ・ロッテルダムに加入。当時は前線のポジションを務めており、1993-94シーズンではリーグ戦11ゴールを記録している。1994年にアヤックスに移籍すると、ルイ・ファン・ハールによって守備的なポジションへとコンバートされ、強靭な体格と持ち前のスピードを活かしたストッパーへと成長を遂げた。1997年、ファン・ハールのあとを追ってFCバルセロナへと移籍。2000年に同胞マリオ・メルヒオットの誘いもありチェルシーFCに移籍したが、その数週間後にジャンルカ・ヴィアリに代わって監督に就任したクラウディオ・ラニエリはボハルデを戦力構想外とみなした。しかし週給7万ポンドの4年契約というチェルシーの報酬を保証してくれる移籍先も見当たらず、ボハルデはチェルシーに残留し契約を全うするという道を選んだ。クラブはボハルデを退団させるためにトップチームではなくリザーブ・ユースチームでのトレーニングを命じたが、結局ボハルデはチェルシーでの4年契約を満了した。この間出場試合はわずか11にとどまり、2000年12月26日のイプスウィッチ・タウンFC戦に途中出場してからは2002年の11月6日のリーグカップのジリンガムFC戦に途中出場しただけであった。チェルシー退団後はどのクラブとも契約合意に至ることなく、1年後の2005年11月8日に現役引退を表明した。

## 代表歴

### 出場大会
- オランダ代表
  - 1995年12月13日 - アイルランド戦でデビュー。
  - 1996年 ‐ UEFA欧州選手権 - ベスト8
  - 1998年 - FIFAワールドカップ - ベスト4

### 試合数
- 国際Aマッチ 20試合 0得点（1995年-2000年）[2]

| オランダ代表 | 国際Aマッチ | 国際Aマッチ |
| 年           | 出場        | 得点        |
| ------------ | ----------- | ----------- |
| 1995         | 1           | 0           |
| 1996         | 7           | 0           |
| 1997         | 2           | 0           |
| 1998         | 6           | 0           |
| 1999         | 1           | 0           |
| 2000         | 3           | 0           |
| 通算         | 20          | 0           |

## 獲得タイトル
アヤックス・アムステルダム
- UEFAチャンピオンズリーグ : 1994-95
- インターコンチネンタルカップ : 1995
- UEFAスーパーカップ : 1995
- エールディヴィジ : 1994-95, 1995-96
- ヨハン・クライフ・スハール : 1994, 1995

 FCバルセロナ
- UEFAスーパーカップ : 1997
- リーガ・エスパニョーラ : 1997-98, 1998-99